# Siratus consuela
Siratus consuela is een slakkensoort uit de familie van de Muricidae. De wetenschappelijke naam van de soort is voor het eerst geldig gepubliceerd in 1950 door A.H. Verrill.